# Herz aus Glas
Herz aus Glas (известен также как Cœur de verre  (фр.)) — девятый альбом группы краут-рока Popol Vuh, изначально выпущенный в 1977 году.
Альбом был выпущен как саундтрек фильма «Стеклянное сердце» немецкого режиссёра Вернера Херцога, но на самом деле содержит только два трека, которые вошли в фильм — «Engel der Gegenwart» и "Hüter der Schwelle".

## Характеристика
Herz aus Glas один из лучших саундтреков, которые Флориан Фрике написал для фильмов Вернера Херцога и один из шедевров Popol Vuh. Взяв за отправную точку классическую музыку Восточной Индии, Фрике и Фихелшер при содействии Громера на ситаре и фон Типпелкирша на флейте записали одну из самых восхитительных работ в истории группы. Сосредоточенность Фрике на болезненно медленно развивающихся темах (ещё более медленных, чем обычно) создает атмосферу трансцендентальной эйфории. Сознательное динамическое сдерживание служит идее передачи глубокого эмоционального и духовного содержания музыки. Обычно считается, что хоральное пение на альбомах Hosianna Mantra или Sei Still, Wisse ICH BIN делает их наиболее яркими шедеврами группы, но в чисто инструментальной инкарнации Herz aus Glas, безусловно, лучшая работа Popol Vuh. В ней столько красоты, что она раз разом нежно разбивает сердце без всяких усилий.
Один из последних выдающихся альбомов Popol Vuh. Композиции находятся в широком диапазоне от медитативных до энергичных, от стиля Popol Vuh середины 1970-х годов до чисто восточной музыки (благодаря ситару). Духовное вдохновение все ещё играло важную роль и прекрасно иллюстрировало созерцательные моменты фильма Херцога.
Herz aus Glas очень близок по стилю и эстетике классическим альбомам Popol Vuh, таким как Seligpreisung и Einsjäger & Siebenjäger. Herz aus Glas звучит очень тихо, свежо и пасторально с плотными наплывающими гитарными партиями и эпизодической индийской рагой на ситаре. Он очень удачно сплетет мерцающие мантрические мелодии фолк-рока с абсолютно нейтральным, природным эмбиентом. Результат получился вполне доступный и приятный, но не столь трансцендентальный как гудящие, текстурные и мрачные мистические синтезаторные эксперименты Affenstunde или In den Gärten Pharaos.

## Список композиций
Все треки написаны Флорианом Фрике, кроме треков 5 и 8, которые написал Даниель Фихелшер.
1. "Engel der Gegenwart" – 8:18
2. "Blätter aus dem Buch der Kühnheit" – 4:19
3. "Das Lied von den hohen Bergen" – 4:12
4. "Hüter der Schwelle" – 3:47
5. "Der Ruf" – 4:42
6. "Singet, denn der Gesang vertreibt die Wölfe" – 4:15
7. "Gemeinschaft" – 3:50
Бонус-треки на переиздании 2005 года

8. "Auf dem Weg - On The Way" (альтернативная гитарная версия) – 4:42
9. "Hand in Hand in Hand" (гитарная версия) – 5:44

## Состав музыкантов
Флориан Фрике – фортепиано
Даниель Фихелшер – гитара, перкуссия
Приглашенные музыканты
Алоиз Громер – ситар
Матиас фон Типпелкирш – флейта